# شواین
شواین (به فرانسوی: Schweyen) یک کمون در فرانسه است که در Canton of Volmunster واقع شده‌است.

## خصوصیات
شواین ۱۱٫۳۵ کیلومترمربع مساحت و ۳۱۱ نفر جمعیت دارد و ۳۰۰ متر بالاتر از سطح دریا واقع شده‌است.